# AllianceBernstein
AllianceBernstein ist eine US-amerikanische Vermögensverwaltungsgesellschaft, die weltweit Vermögensverwaltungs- und Beratungsdienstleistungen für institutionelle und private Anleger anbietet. Die Firma hat Standorte in der ganzen Welt und ihr globaler Hauptsitz befindet sich in Nashville. Das Unternehmen verwaltet ein Vermögen von rund 696 Milliarden US-Dollar (2020). Das Unternehmen befindet sich zu 64 % im Besitz von Equitable Holdings, welche bis 2020 von Axa kontrolliert wurde.

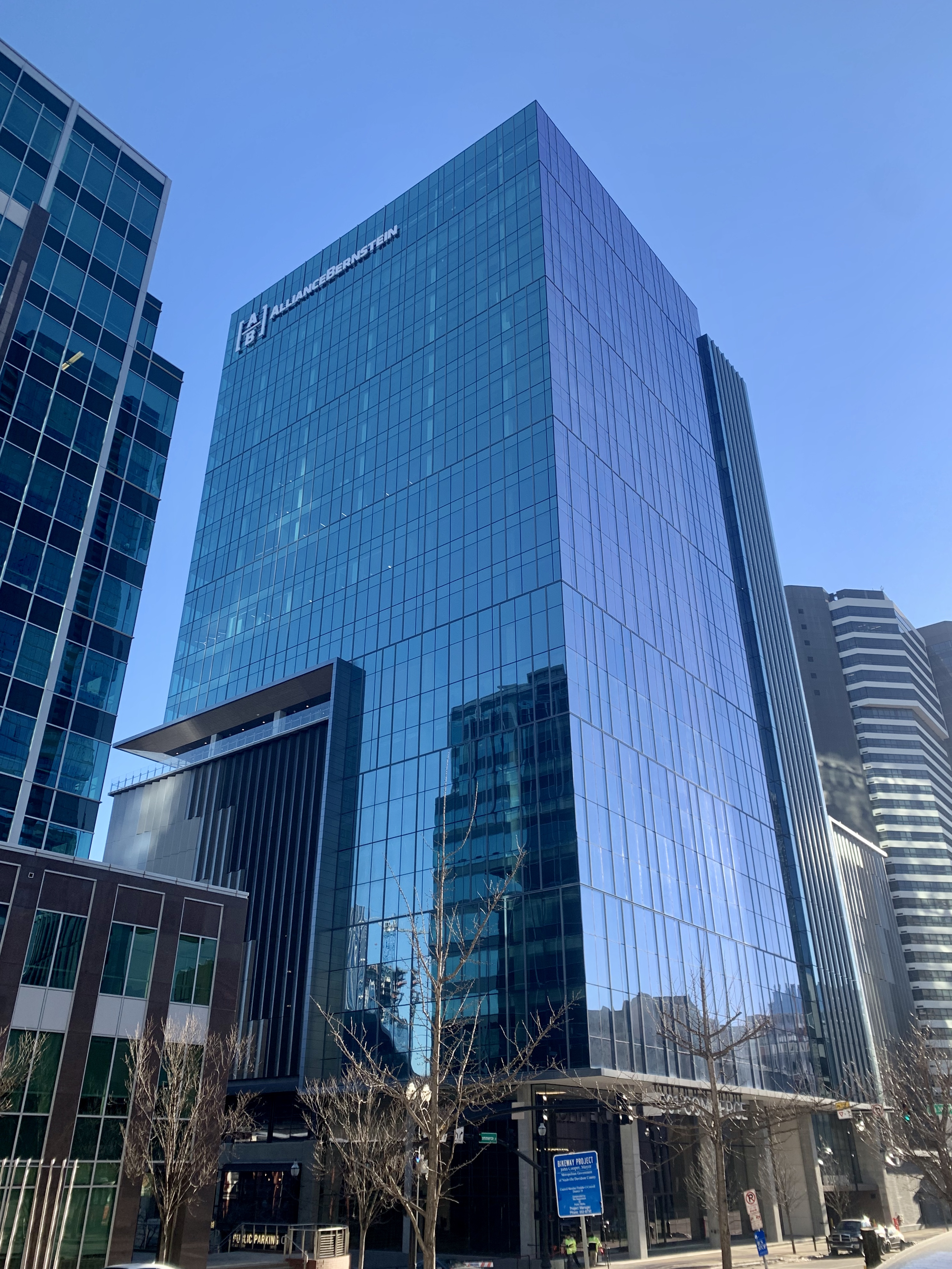
Firmensitz AllianceBernstein in Nashville, Tennessee

## Geschichte
Die Ursprünge von AllianceBernstein gehen auf die Gründung von Sanford C. Bernstein im Jahr 1967 als Investment-Management-Unternehmen für Privatkunden zurück. Sanford C. Bernstein & Company wurde ursprünglich von Zalman Bernstein, Paul P. Bernstein, Shepard D. Osherow, Roger Hertog und Lewis A. Sanders gegründet.
Alliance Capital wurde 1971 gegründet, als die Investment-Management-Abteilung von Donaldson, Lufkin & Jenrette, Inc. mit dem Investment-Advisory-Geschäft von Moody’s Investor Services, Inc. fusionierte.
Im Oktober 2000 erwarb Alliance Capital Sanford C. Bernstein. Die Geschäftsbereiche wurden zusammengelegt und AllianceBernstein entstand. 2021 wurde der Hauptsitz von New York City nach Nashville verlegt.

## Standorte
Der globale Hauptsitz von AllianceBernstein befindet sich in Nashville, nachdem das Unternehmen 2021 von Midtown Manhattan in New York City umgezogen war. Es hat allerdings weiterhin Büros in New York. AllianceBernstein verfügt über Niederlassungen an Standorten in 22 Ländern. Im deutschsprachigen Raum verfügt es über Büros in Frankfurt am Main, München und Zürich.